# 1 contra todos
1 contra todos es una serie de televisión brasileña de género dramático. La primera temporada fue dirigida y escrita por Breno Silveira, escrita por Gustavo Lipsztein junto a Thomas Stavros (quién también fue el creador de la serie) y protagonizada por Júlio Andrade y Julia Ianina en papeles principales. 
La primera temporada se emitió en el canal Fox Action desde el 20 de junio de 2016 en Brasil y el resto de Latinoamérica. La segunda temporada se emitió por el canal Fox Premium Series desde el 11 de septiembre de 2017 en Brasil y el resto de Latinoamérica. La tercera temporada se emitió por Fox Premium Series desde el 23 de abril de 2018 en Brasil y el resto de Latinoamérica.
El 5 de abril de 2018, Fox Networks Group Latin America renovó la serie para una cuarta temporada, que se emitió desde el 27 de marzo de 2020 en Brasil y el resto de Latinoamérica.

## Sinopsis
1 contra todos muestra la historia de Cadu, un defensor público quién ve su vida cambiar después de ser confundido con un traficante de drogas y termina siendo apresado. La serie está basada en una historia real.

## Elenco y personajes
- Júlio Andrade como Cadu
- Julia Ianina como Malu.
- Adélio Lima como Professor.
- Stepan Nercessian como Simões Lobo.
- Roney Villela como Santa Rosa.
- Antonio Saboia

## Episodios
| Temporada | Temporada | Episodios | Episodios | Emisión original         | Emisión original      |
| Temporada | Temporada | Episodios | Episodios | Primera emisión          | Última emisión        |
| --------- | --------- | --------- | --------- | ------------------------ | --------------------- |
|           | 1         | 8         | 8         | 20 de junio de 2016      | 8 de agosto de 2016   |
|           | 2         | 8         | 8         | 11 de septiembre de 2017 | 30 de octubre de 2017 |
|           | 3         | 8         | 8         | 23 de abril de 2018      | 11 de junio de 2018   |
|           | 4         | 8         | 8         | 27 de marzo de 2020      | 16 de mayo de 2020    |